# Takarivi
Takarivi är en ö i Finland. Den ligger i Finska viken och i kommunen Kotka i den ekonomiska regionen  Kotka-Fredrikshamn i landskapet Kymmenedalen, i den södra delen av landet. Ön ligger omkring 21 kilometer sydöst om Kotka och omkring 120 kilometer öster om Helsingfors.
Öns area är 1,4 hektar och dess största längd är 310 meter i öst-västlig riktning.